# Contre-la-montre par équipes masculin aux championnats du monde de cyclisme sur route 2016
Le contre-la-montre par équipes de marques masculin aux championnats du monde de cyclisme sur route 2016 a lieu le 9 octobre 2016 à Doha au Qatar. Il s'agit de la 5e édition disputée  depuis son introduction en 2012.

## Équipes
Dix-sept équipes prennent part à cette épreuve.
| WorldTeams (10)- BMC Racing Team - Etixx-Quick Step - Movistar Team - Orica-BikeExchange - Sky - Giant-Alpecin - Lotto NL-Jumbo - Astana - Katusha - AG2R La Mondiale Équipe continentale professionnelle- CCC Sprandi Polkowice Équipes continentales (6)- Verandas Willems - Kolss-BDC - Cycling Academy - Vino 4-ever SKO - Skydive Dubai-Al Ahli Club - Stradalli-Bike Aid |
| |

## Classement final
Le contre-la-montre par équipes est remporté par l'équipe belge Etixx-Quick Step (composé des Belges Julien Vermote et Yves Lampaert, des Allemands  Marcel Kittel et Tony Martin, du Luxembourgeois Bob Jungels et du Néerlandais Niki Terpstra) qui effectue les quarante kilomètres en 42 min 32 s, soit à une vitesse moyenne de 56,426 kilomètres par heure. Elle est suivie à douze secondes par l'équipe américaine BMC Racing (composée de l'Australien Rohan Dennis, du Suisse Stefan Küng, des Italiens Daniel Oss et Manuel Quinziato, et des Américains Taylor Phinney et Joey Rosskopf) et à trente-sept secondes par l'équipe australienne Orica-BikeExchange (composée des Australiens Luke Durbridge, Alexander Edmondson, Michael Hepburn et Michael Matthews, du Sud-Africain Daryl Impey et du Canadien Svein Tuft).
La dix-septième et dernière équipe est Stradalli-Bike Aid (composée de Joschka Beck, Daniel Bichlmann, Patrick Lechner, Dominik Merseburg, Timo Schafer et Meron Teshome), qui arrive 7 min 24 s après les vainqueurs, avec un temps de 49 min 56 s et une vitesse moyenne de 48,064 kilomètres par heure.
| Rang | Équipe                     | Coureurs | Temps           |
| ---- | -------------------------- | --- | --------------- |
| 1    | Etixx-Quick Step           | Bob Jungels (LUX) Marcel Kittel (GER) Yves Lampaert (BEL) Tony Martin (GER) Niki Terpstra (NED) Julien Vermote (BEL)                         | 42 min 32 s 39  |
| 2    | BMC Racing                 | Rohan Dennis (AUS) Stefan Küng (SUI) Daniel Oss (ITA) Taylor Phinney (USA) Manuel Quinziato (ITA) Joey Rosskopf (USA)                        | + 11 s 69       |
| 3    | Orica-BikeExchange         | Luke Durbridge (AUS) Alex Edmondson (AUS) Michael Hepburn (AUS) Daryl Impey (RSA) Michael Matthews (AUS) Svein Tuft (CAN)                    | + 37 s 12       |
| 4    | Sky                        | Vasil Kiryienka (BLR) Michał Kwiatkowski (POL) Nicolas Roche (IRL) Ben Swift (GBR) Geraint Thomas (GBR) Danny van Poppel (NED)               | + 54 s 28       |
| 5    | Lotto NL-Jumbo             | Victor Campenaerts (BEL) Wilco Kelderman (NED) Tom Leezer (NED) Primož Roglič (SVN) Timo Roosen (NED) Jos van Emden (NED)                    | + 54 s 79       |
| 6    | Movistar                   | Andrey Amador (CRC) Jonathan Castroviejo (ESP) Alex Dowsett (GBR) Imanol Erviti (ESP) Nélson Oliveira (POR) Jasha Sütterlin (GER)            | + 1 min 11 s 02 |
| 7    | Giant-Alpecin              | Søren Kragh Andersen (DEN) John Degenkolb (GER) Tom Dumoulin (NED) Chad Haga (USA) Georg Preidler (AUT) Ramon Sinkeldam (NED)                | + 1 min 26 s 30 |
| 8    | Katusha                    | Sven Erik Bystrøm (NOR) Alexander Kristoff (NOR) Viatcheslav Kouznetsov (RUS) Michael Mørkøv (DEN) Nils Politt (GER) Anton Vorobyev (RUS)    | + 2 min 01 s 35 |
| 9    | Astana                     | Dario Cataldo (ITA) Jakob Fuglsang (DEN) Andriy Hrivko (UKR) Tanel Kangert (EST) Alexey Lutsenko (KAZ) Gatis Smukulis (LAT)                  | + 2 min 21 s 46 |
| 10   | Verandas Willems           | Sander Cordeel (BEL) Jan Ghyselinck (BEL) Aidis Kruopis (LTU) Christophe Prémont (BEL) Elias Van Breussegem (BEL) Stef Van Zummeren (BEL)    | + 3 min 39 s 46 |
| 11   | AG2R La Mondiale           | Gediminas Bagdonas (LTU) Ben Gastauer (LUX) Alexis Gougeard (FRA) Patrick Gretsch (GER) Hugo Houle (CAN) Christophe Riblon (FRA)             | + 3 min 43 s 40 |
| 12   | Cycling Academy            | Guillaume Boivin (CAN) Dan Craven (NAM) Mihkel Räim (EST) Guy Sagiv (ISR) Daniel Turek (CZE) Aviv Yechezkel (ISR)                            | + 4 min 24 s 83 |
| 13   | CCC Sprandi Polkowice      | Víctor de la Parte (ESP) Felix Großschartner (AUT) Nikolay Mihaylov (BUL) Łukasz Owsian (POL) Maciej Paterski (POL) Branislau Samoilau (BLR) | + 4 min 26 s 17 |
| 14   | Kolss-BDC                  | Andrii Bratashchuk (UKR) Vitaliy Buts (UKR) Mykhaylo Kononenko (UKR) Andriy Kulyk (UKR) Sergiy Lagkuti (UKR) Andriy Vasylyuk (UKR)           | + 5 min 04 s 45 |
| 15   | Skydive Dubai-Al Ahli Club | Soufiane Haddi (MAR) Adil Jelloul (MAR) Francisco Mancebo (ESP) Tariq Obaid (UAE) Andrea Palini (ITA) Marlen Zmorka (UKR)                    | + 5 min 44 s 05 |
| 16   | Vino 4-ever SKO            | Stepan Astafyev (KAZ) Zhandos Bizhigitov (KAZ) Yevgeniy Gidich (KAZ) Aleksandr Chouchemoïne (KAZ) Alexey Voloshin (KAZ) Oleg Zemlyakov (KAZ) | + 6 min 31 s 21 |
| 17   | Stradalli-Bike Aid         | Joschka Beck (GER) Daniel Bichlmann (GER) Patrick Lechner (GER) Dominik Merseburg (GER) Timo Schafer (GER) Meron Teshome (ERI)               | + 7 min 23 s 87 |